# Christine Heins
Christine Heins (10 maart 1979) is een Nederlandse langebaanschaatsster die op (inter)nationaal niveau actief was tussen 1999 en 2002. In het seizoen 2000/2001 reed zij ook Wereldbeker wedstrijden.

## Persoonlijke records
| Afstand    | Tijd    | Datum             | Baan       |
| ---------- | ------- | ----------------- | ---------- |
| 500 meter  | 39,64   | 30 december 2000  | Heerenveen |
| 1000 meter | 1.18,83 | 29 december 2000  | Heerenveen |
| 1500 meter | 2.03,25 | 29 september 2001 | Calgary    |
| 3000 meter | 4.36,09 | 17 oktober 1999   | Calgary    |
| 5000 meter | 8.25,59 | 20 maart 1998     | Heerenveen |

## Resultaten
| Jaar | NK Afstanden                | NK Sprint |
| ---- | --------------------------- | --------- |
| 1999 | 8e 500m 13e 1000m 14e 1500m | 12e       |
| 2000 | 7e 500m 7e 1000m            | 7e        |
| 2001 | 3e 500m 7e 1000m 12e 1500m  | 4e        |
| 2002 | 7e 500m 10e 1000m           | 8e        |